# Calocera
(Vittorio Sereni)
I buceri (Calocera (Freis, 1828)) è un genere di funghi basidiomiceti appartenente alla famiglia delle Dacrymycetaceae.Appartengono ad esso circa una decina di specie, una parte delle quali cresce su ceppaie di conifere.

## Specie di Calocera
Circa 15 specie esistono in tutto il mondo.
| Hornlings ( Calocera ) in Europa |                            |                                                 |
| \| Nome tedesco \| Nome scientifico \| Citazione dell'autore \| \| --------------------------------------- \| -------------------------- \| ----------------------------------------------- \| \| Bucero di legno duro a forma di civetta \| Calocera Cornea \| (Batsch, 1828)), 1783: Fregio 1821) Fregio 1827 \| \| Corno di conifere biforcuto \| Calocera furcata \| (Fregio 1821: Fregio 1821) Fregio 1827 \| \| Corno a forma di lingua \| Calocera glossoides \| (Persoon 1797: Fregio 1821) Fregio 1827 \| \| Cornuto pallido \| Calocera pallidospathulata \| DA Reid 1974 \| \| Bucero appiccicoso \| Calocera viscosa \| (Persoon 1794: Fregio 1821) Fregio 1827 \| |                            |                                                 |
| Nome tedesco | Nome scientifico           | Citazione dell'autore                           |
| Bucero di legno duro a forma di civetta | Calocera Cornea            | (Batsch, 1828)), 1783: Fregio 1821) Fregio 1827 |
| Corno di conifere biforcuto | Calocera furcata           | (Fregio 1821: Fregio 1821) Fregio 1827          |
| Corno a forma di lingua | Calocera glossoides        | (Persoon 1797: Fregio 1821) Fregio 1827         |
| Cornuto pallido | Calocera pallidospathulata | DA Reid 1974                                    |
| Bucero appiccicoso | Calocera viscosa           | (Persoon 1794: Fregio 1821) Fregio 1827         |

- Bucero di legno duro a forma di civetta   Calocera Cornea
- Corno di conifere biforcuto   Calocera furcata
- Corno a forma di lingua   Calocera glossoides
- Bucero appiccicoso   Calocera viscosa

## Etimologia
Dal greco kalós (καλός) = bello e kéras (κέρας) = corno, cioè con le belle corna, per la forma del carpoforo.